# ثنائي بنزوفورانات متعددة الكلور

البنية التركيبية الكيميائية العامة لمركبات ثنائي البنزوفورانات متعددة الكلور حيث 2 ≤ n+m ≤ 8

ثنائي البنزوفورانات متعددة الكلور هي مجموعة من المركبات العضوية تنتج حين تستبدل ذرة هيدروجين أو أكثر في بنية مركب ثنائي البنزوفيوران بذرة كلور أو أكثر، ففي مركب 2،3،7،8-ثنائي البنزوفيوران رباعي الكلور على سبيل المثال تحل ذرات الكلور محل ذرات الهيدروجين رقم 2 و3 و7 و8 المرتبطة بسلسلة الكربون.

بنية المجانسات العشر لمركبات ثنائي البنزوفورانات متعددة الكلور التي تحتوي على ذرة كلور ترتبط بسلسلة الكربون في أحد المواضع 2، و3، و7، و8، وهي مواد سامة عالية أهمية

تعتبر مركبات ثنائي البنزوفورانات متعددة الكلور التي تحتوي على ذرة كلور واحدة على الأقل ترتبط بذرات سلسلة الكربون في أحد المواضع 2، و3، و7 و8 أكثر سمية بكثير من مركب ثنائي البنزوفيوران الأصلي، ويكون لها خصائص وبنية كيميائية مشابهة لخصائص وبنية مركبات ثنائي البنزوديوكسين متعددة الكلور، لذا فغالبًا ما يطلق على هذه المجموعة من المركبات معًا اسم الديوكسينات بشكل غير دقيق، أما الأكثر دقة فهو اعتبارها مواد شبيهة بالديوكسينات، وهي مجموعة من المواد السامة التنموية المعروفة، والتي يشتبه في كونها واحدة من مسببات أمراض السرطان للبشر. تميل مركبات ثنائي البنزوفورانات متعددة الكلور إلى التواجد مع مركبات ثنائي البنزوديوكسين متعدد الكلور، ويمكن أن تكون مركبات ثنائي الفينيل متعدد الكلور من خلال الانحلال الحراري أو الحرق عند درجات حرارة أقل من 1200 درجة مئوية للمنتجات المحتوية على الكلور مثل مركبات عديد كلوريد الفينيل، وثنائي الفينيل متعدد الكلور، وأي مركب كلور عضوي آخر، أو من منتجات لا تحتوي على الكلور في وجود مركبات مانحة للكلور. تُعد مركبات ثنائي البنزوفورانات متعددة الكلور ملوثات عضوية ثابتة (POP) لذا تحظر اتفاقية ستوكهولم بشأن الملوثات العضوية الثابتة إنتاجها أو استخدامها في جميع بلدان العالم.

## السمية والأثار البيئية
قد يحدث التعرض المهني لمركبات ثنائي البنزوفورانات متعددة الكلور من خلال الاستنشاق أو التلامس المباشر مع الجلد إلا أن مستويات تعرض العمال لهذه المركبات حتى في محطات حرق النفايات ليس مرتفعًا بشكل خاص. أما بالنسبة لعامة السكان، فإن أهم مصدر يمكن أن يعرضهم لمركبات ثنائي البنزوفورانات متعددة الكلور هو تناول الغذاء ذو الأصل الحيواني كما هو الحال مع المركبات الأخرى الشبيهة بالديوكسينات. ولعل أكثر المجانسات صلة بالمنتجات الغذائية ذات الأصل الحيواني هو المجانس 2،3،4،7،8-ثنائي البنزوفيوران خماسي الكلور، والذي يُعتبر أكثر سمية وأكثر انتشارًا من مركبات ثنائي البنزوفورانات متعددة الكلور الأخرى.

## المجانسات
| الرقم التعريفي          | الصيغة الكيميائية                 | اسم المجانس                                   | رقم تسجيل المركب الكيميائي (CAS No) | رقم المعرف الكيميائي الدولي(InChIKey) |
| ----------------------- | --------------------------------- | --------------------------------------------- | ----------------------------------- | ------------------------------------- |
| PCDF-1                  | {\displaystyle {\ce {C12H7ClO}}}  | 1-ثنائي البنزوفيوران أحادي الكلور             | 84761-86-4                          | WRSMJZYBNIAAEE-UHFFFAOYSA-N           |
| PCDF-2                  | {\displaystyle {\ce {C12H7ClO}}}  | 2-ثنائي البنزوفيوران أحادي الكلور             | 51230-49-0                          | PRKTYWJFCODJOA-UHFFFAOYSA-N           |
| PCDF-3                  | {\displaystyle {\ce {C12H7ClO}}}  | 3-ثنائي البنزوفيوران أحادي الكلور             | 25074-67-3                          | BBOZMMAURMEVAR-UHFFFAOYSA-N           |
| PCDF-4                  | {\displaystyle {\ce {C12H7ClO}}}  | 4-ثنائي البنزوفيوران أحادي الكلور             | 74992-96-4                          | RHRYBWFAHXCUCR-UHFFFAOYSA-N           |
| PCDF-12                 | {\displaystyle {\ce {C12H6Cl2O}}} | 1,2-ثنائي البنزوفيوران ثنائي الكلور           | 64126-85-8                          | QVAPRJWSOUITIF-UHFFFAOYSA-N           |
| PCDF-13                 | {\displaystyle {\ce {C12H6Cl2O}}} | 1,3-ثنائي البنزوفيوران ثنائي الكلور           | 94538-00-8                          | VKIBKEFGJSPRJC-UHFFFAOYSA-N           |
| PCDF-14                 | {\displaystyle {\ce {C12H6Cl2O}}} | 1,4-ثنائي البنزوفيوران ثنائي الكلور           | 94538-01-9                          | VHQCMZLPHWGUDB-UHFFFAOYSA-N           |
| PCDF-16                 | {\displaystyle {\ce {C12H6Cl2O}}} | 1,6-ثنائي البنزوفيوران ثنائي الكلور           | 74992-97-5                          | JRSRWACZUFLWKF-UHFFFAOYSA-N           |
| PCDF-17                 | {\displaystyle {\ce {C12H6Cl2O}}} | 1,7-ثنائي البنزوفيوران ثنائي الكلور           | 94538-02-0                          | XRQNHPGZRFKBJW-UHFFFAOYSA-N           |
| PCDF-18                 | {\displaystyle {\ce {C12H6Cl2O}}} | 1,8-ثنائي البنزوفيوران ثنائي الكلور           | 81638-37-1                          | UAFNQQBPUWFPGC-UHFFFAOYSA-N           |
| PCDF-19                 | {\displaystyle {\ce {C12H6Cl2O}}} | 1,9-ثنائي البنزوفيوران ثنائي الكلور           | 70648-14-5                          | AEKSGHBVWJHELW-UHFFFAOYSA-N           |
| PCDF-23                 | {\displaystyle {\ce {C12H6Cl2O}}} | 2,3-ثنائي البنزوفيوران ثنائي الكلور           | 64126-86-9                          | GETJJZZRPQFSFM-UHFFFAOYSA-N           |
| PCDF-24                 | {\displaystyle {\ce {C12H6Cl2O}}} | 2,4-ثنائي البنزوفيوران ثنائي الكلور           | 24478-74-8                          | LHTCKMYRNOGUOA-UHFFFAOYSA-N           |
| PCDF-26                 | {\displaystyle {\ce {C12H6Cl2O}}} | 2,6-ثنائي البنزوفيوران ثنائي الكلور           | 60390-27-4                          | XVLCNKFGFHUQNL-UHFFFAOYSA-N           |
| PCDF-27                 | {\displaystyle {\ce {C12H6Cl2O}}} | 2,7-ثنائي البنزوفيوران ثنائي الكلور           | 74992-98-6                          | DOZUTNBCPVUMPY-UHFFFAOYSA-N           |
| PCDF-28                 | {\displaystyle {\ce {C12H6Cl2O}}} | 2,8-ثنائي البنزوفيوران ثنائي الكلور           | 5409-83-6                           | IVVRJIDVYSPKFZ-UHFFFAOYSA-N           |
| PCDF-34                 | {\displaystyle {\ce {C12H6Cl2O}}} | 3,4-ثنائي البنزوفيوران ثنائي الكلور           | 94570-83-9                          | HYQGGNWDPQZLGX-UHFFFAOYSA-N           |
| PCDF-36                 | {\displaystyle {\ce {C12H6Cl2O}}} | 3,6-ثنائي البنزوفيوران ثنائي الكلور           | 74918-40-4                          | DMOBGFAKTSXOHG-UHFFFAOYSA-N           |
| PCDF-37                 | {\displaystyle {\ce {C12H6Cl2O}}} | 3,7-ثنائي البنزوفيوران ثنائي الكلور           | 58802-21-4                          | OLTYAGNRSNFHLK-UHFFFAOYSA-N           |
| PCDF-46                 | {\displaystyle {\ce {C12H6Cl2O}}} | 4,6-ثنائي البنزوفيوران ثنائي الكلور           | 64560-13-0                          | BZFIZJNKNCJEAD-UHFFFAOYSA-N           |
| PCDF-123                | {\displaystyle {\ce {C12H5Cl3O}}} | 1,2,3-ثنائي البنزوفيوران ثلاثي الكلور         | 83636-47-9                          | LADSWAAWPMGHBE-UHFFFAOYSA-N           |
| PCDF-124                | {\displaystyle {\ce {C12H5Cl3O}}} | 1,2,4-ثنائي البنزوفيوران ثلاثي الكلور         | 24478-73-7                          | RQIWKWHVZLDXEJ-UHFFFAOYSA-N           |
| PCDF-126                | {\displaystyle {\ce {C12H5Cl3O}}} | 1,2,6-ثنائي البنزوفيوران ثلاثي الكلور         | 64560-15-2                          | CYRZCBUWRUACKJ-UHFFFAOYSA-N           |
| PCDF-127                | {\displaystyle {\ce {C12H5Cl3O}}} | 1,2,7-ثنائي البنزوفيوران ثلاثي الكلور         | 83704-37-4                          | AFOVQGPNOZDUEP-UHFFFAOYSA-N           |
| PCDF-128                | {\displaystyle {\ce {C12H5Cl3O}}} | 1,2,8-ثنائي البنزوفيوران ثلاثي الكلور         | 83704-34-1                          | UYIGPSPCOXGBCS-UHFFFAOYSA-N           |
| PCDF-129                | {\displaystyle {\ce {C12H5Cl3O}}} | 1,2,9-ثنائي البنزوفيوران ثلاثي الكلور         | 83704-38-5                          | ICTXINQOXPMQPM-UHFFFAOYSA-N           |
| PCDF-134                | {\displaystyle {\ce {C12H5Cl3O}}} | 1,3,4-ثنائي البنزوفيوران ثلاثي الكلور         | 82911-61-3                          | FIPOITUDJFQRRN-UHFFFAOYSA-N           |
| PCDF-136                | {\displaystyle {\ce {C12H5Cl3O}}} | 1,3,6-ثنائي البنزوفيوران ثلاثي الكلور         | 83704-39-6                          | AGPTXRLVBIRYLV-UHFFFAOYSA-N           |
| PCDF-137                | {\displaystyle {\ce {C12H5Cl3O}}} | 1,3,7-ثنائي البنزوفيوران ثلاثي الكلور         | 64560-16-3                          | INRBXOGZPDFCLQ-UHFFFAOYSA-N           |
| PCDF-138                | {\displaystyle {\ce {C12H5Cl3O}}} | 1,3,8-ثنائي البنزوفيوران ثلاثي الكلور         | 76621-12-0                          | PHFSTDOPTZHECA-UHFFFAOYSA-N           |
| PCDF-139                | {\displaystyle {\ce {C12H5Cl3O}}} | 1,3,9-ثنائي البنزوفيوران ثلاثي الكلور         | 83704-40-9                          | SPPGDLROKBFNNO-UHFFFAOYSA-N           |
| PCDF-146                | {\displaystyle {\ce {C12H5Cl3O}}} | 1,4,6-ثنائي البنزوفيوران ثلاثي الكلور         | 82911-60-2                          | XDQRWSUJOURTHK-UHFFFAOYSA-N           |
| PCDF-147                | {\displaystyle {\ce {C12H5Cl3O}}} | 1,4,7-ثنائي البنزوفيوران ثلاثي الكلور         | 83704-41-0                          | XTLMVJUSIANHND-UHFFFAOYSA-N           |
| PCDF-148                | {\displaystyle {\ce {C12H5Cl3O}}} | 1,4,8-ثنائي البنزوفيوران ثلاثي الكلور         | 64560-14-1                          | PCQCYDNFBUADOK-UHFFFAOYSA-N           |
| PCDF-149                | {\displaystyle {\ce {C12H5Cl3O}}} | 1,4,9-trichlorodibenzofuran                   | 70648-13-4                          | NVYUPBVXKLTYHV-UHFFFAOYSA-N           |
| PCDF-167 (PCDF-349)     | {\displaystyle {\ce {C12H5Cl3O}}} | 1,6,7-ثنائي البنزوفيوران ثلاثي الكلور         | 83704-46-5                          | HEWLCNCSWBMZHG-UHFFFAOYSA-N           |
| PCDF-168 (PCDF-249)     | {\displaystyle {\ce {C12H5Cl3O}}} | 1,6,8-ثنائي البنزوفيوران ثلاثي الكلور         | 82911-59-9                          | ZOBVYDQWZXUJNO-UHFFFAOYSA-N           |
| PCDF-178 (PCDF-239)     | {\displaystyle {\ce {C12H5Cl3O}}} | 1,7,8-ثنائي البنزوفيوران ثلاثي الكلور         | 58802-18-9                          | YNMCXGLWHTVMQO-UHFFFAOYSA-N           |
| PCDF-234                | {\displaystyle {\ce {C12H5Cl3O}}} | 2,3,4-ثنائي البنزوفيوران ثلاثي الكلور         | 57117-34-7                          | YDLADWPBKZODCJ-UHFFFAOYSA-N           |
| PCDF-236                | {\displaystyle {\ce {C12H5Cl3O}}} | 2,3,6-ثنائي البنزوفيوران ثلاثي الكلور         | 57117-33-6                          | CPMGJTLNRBIKQM-UHFFFAOYSA-N           |
| PCDF-237                | {\displaystyle {\ce {C12H5Cl3O}}} | 2,3,7-ثنائي البنزوفيوران ثلاثي الكلور         | 58802-17-8                          | CKXMNTLGGAOERF-UHFFFAOYSA-N           |
| PCDF-238                | {\displaystyle {\ce {C12H5Cl3O}}} | 2,3,8-ثنائي البنزوفيوران ثلاثي الكلور         | 57117-32-5                          | NUNSNNOYACKRIK-UHFFFAOYSA-N           |
| PCDF-246                | {\displaystyle {\ce {C12H5Cl3O}}} | 2,4,6-ثنائي البنزوفيوران ثلاثي الكلور         | 58802-14-5                          | GTKURBTWZFQHHY-UHFFFAOYSA-N           |
| PCDF-247                | {\displaystyle {\ce {C12H5Cl3O}}} | 2,4,7-ثنائي البنزوفيوران ثلاثي الكلور         | 83704-42-1                          | SZBZRVJHPZIGAY-UHFFFAOYSA-N           |
| PCDF-248                | {\displaystyle {\ce {C12H5Cl3O}}} | 2,4,8-ثنائي البنزوفيوران ثلاثي الكلور         | 54589-71-8                          | WJURXKWTCOMRCE-UHFFFAOYSA-N           |
| PCDF-346                | {\displaystyle {\ce {C12H5Cl3O}}} | 3,4,6-ثنائي البنزوفيوران ثلاثي الكلور         | 83704-43-2                          | XEUHBCMRIXEBTD-UHFFFAOYSA-N           |
| PCDF-347                | {\displaystyle {\ce {C12H5Cl3O}}} | 3,4,7-ثنائي البنزوفيوران ثلاثي الكلور         | 83704-44-3                          | RPJJBTSXPNFUTA-UHFFFAOYSA-N           |
| PCDF-348                | {\displaystyle {\ce {C12H5Cl3O}}} | 3,4,8-ثنائي البنزوفيوران ثلاثي الكلور         | 83704-45-4                          | YTZWNIQGGIJHJX-UHFFFAOYSA-N           |
| PCDF-1234               | {\displaystyle {\ce {C12H4Cl4O}}} | 1,2,3,4-ثنائي البنزوفيوران رباعي الكلور       | 24478-72-6                          | AETAPIFVELRIDN-UHFFFAOYSA-N           |
| PCDF-1236               | {\displaystyle {\ce {C12H4Cl4O}}} | 1,2,3,6-ثنائي البنزوفيوران رباعي الكلور       | 83704-21-6                          | BBAXFLIBRPXRBP-UHFFFAOYSA-N           |
| PCDF-1237               | {\displaystyle {\ce {C12H4Cl4O}}} | 1,2,3,7-ثنائي البنزوفيوران رباعي الكلور       | 83704-22-7                          | MDNZFYGATDCKRB-UHFFFAOYSA-N           |
| PCDF-1238               | {\displaystyle {\ce {C12H4Cl4O}}} | 1,2,3,8-ثنائي البنزوفيوران رباعي الكلور       | 62615-08-1                          | KFQRHGKKSHJMCO-UHFFFAOYSA-N           |
| PCDF-1239               | {\displaystyle {\ce {C12H4Cl4O}}} | 1,2,3,9-ثنائي البنزوفيوران رباعي الكلور       | 83704-23-8                          | GNQHLJHTOATTOJ-UHFFFAOYSA-N           |
| PCDF-1246               | {\displaystyle {\ce {C12H4Cl4O}}} | 1,2,4,6-ثنائي البنزوفيوران رباعي الكلور       | 71998-73-7                          | NLVWEKPJFUPVMZ-UHFFFAOYSA-N           |
| PCDF-1247               | {\displaystyle {\ce {C12H4Cl4O}}} | 1,2,4,7-ثنائي البنزوفيوران رباعي الكلور       | 83719-40-8                          | MFURKMJLDQBHRA-UHFFFAOYSA-N           |
| PCDF-1248               | {\displaystyle {\ce {C12H4Cl4O}}} | 1,2,4,8-ثنائي البنزوفيوران رباعي الكلور       | 64126-87-0                          | BFTASCFRRBHFFK-UHFFFAOYSA-N           |
| PCDF-1249               | {\displaystyle {\ce {C12H4Cl4O}}} | 1,2,4,9-ثنائي البنزوفيوران رباعي الكلور       | 83704-24-9                          | ZUYYTCCHKQGGOV-UHFFFAOYSA-N           |
| PCDF-1267               | {\displaystyle {\ce {C12H4Cl4O}}} | 1,2,6,7-ثنائي البنزوفيوران رباعي الكلور       | 83704-25-0                          | AUEWYHHKDYUYMI-UHFFFAOYSA-N           |
| PCDF-1268               | {\displaystyle {\ce {C12H4Cl4O}}} | 1,2,6,8-ثنائي البنزوفيوران رباعي الكلور       | 83710-07-0                          | KCVGVSIBBGIJNZ-UHFFFAOYSA-N           |
| PCDF-1269               | {\displaystyle {\ce {C12H4Cl4O}}} | 1,2,6,9-ثنائي البنزوفيوران رباعي الكلور       | 70648-18-9                          | IEPGLLVEBKXASE-UHFFFAOYSA-N           |
| PCDF-1278               | {\displaystyle {\ce {C12H4Cl4O}}} | 1,2,7,8-ثنائي البنزوفيوران رباعي الكلور       | 58802-20-3                          | JODWPAQNABOHDG-UHFFFAOYSA-N           |
| PCDF-1279               | {\displaystyle {\ce {C12H4Cl4O}}} | 1,2,7,9-ثنائي البنزوفيوران رباعي الكلور       | 83704-26-1                          | PDMFRPIFZAKMLH-UHFFFAOYSA-N           |
| PCDF-1289               | {\displaystyle {\ce {C12H4Cl4O}}} | 1,2,8,9-ثنائي البنزوفيوران رباعي الكلور       | 70648-22-5                          | OHYCQUKMNPHFPT-UHFFFAOYSA-N           |
| PCDF-1346               | {\displaystyle {\ce {C12H4Cl4O}}} | 1,3,4,6-ثنائي البنزوفيوران رباعي الكلور       | 83704-27-2                          | CBBDONKZEJKFJP-UHFFFAOYSA-N           |
| PCDF-1347               | {\displaystyle {\ce {C12H4Cl4O}}} | 1,3,4,7-ثنائي البنزوفيوران رباعي الكلور       | 70648-16-7                          | UMKCVDZTSZNWRH-UHFFFAOYSA-N           |
| PCDF-1348               | {\displaystyle {\ce {C12H4Cl4O}}} | 1,3,4,8-ثنائي البنزوفيوران رباعي الكلور       | 92341-04-3                          | XWKRJSMNDOXIHS-UHFFFAOYSA-N           |
| PCDF-1349               | {\displaystyle {\ce {C12H4Cl4O}}} | 1,3,4,9-ثنائي البنزوفيوران رباعي الكلور       | 83704-28-3                          | PNCYJHOTZSKZPA-UHFFFAOYSA-N           |
| PCDF-1367               | {\displaystyle {\ce {C12H4Cl4O}}} | 1,3,6,7-ثنائي البنزوفيوران رباعي الكلور       | 57117-36-9                          | PITDPGCTIMCYEZ-UHFFFAOYSA-N           |
| PCDF-1368               | {\displaystyle {\ce {C12H4Cl4O}}} | 1,3,6,8-ثنائي البنزوفيوران رباعي الكلور       | 71998-72-6                          | BDXKVABZWRZKOS-UHFFFAOYSA-N           |
| PCDF-1369               | {\displaystyle {\ce {C12H4Cl4O}}} | 1,3,6,9-ثنائي البنزوفيوران رباعي الكلور       | 83690-98-6                          | NJQQZRLWVLWNGD-UHFFFAOYSA-N           |
| PCDF-1378               | {\displaystyle {\ce {C12H4Cl4O}}} | 1,3,7,8-ثنائي البنزوفيوران رباعي الكلور       | 57117-35-8                          | CSXDVUGDFSYXTD-UHFFFAOYSA-N           |
| PCDF-1379               | {\displaystyle {\ce {C12H4Cl4O}}} | 1,3,7,9-ثنائي البنزوفيوران رباعي الكلور       | 64560-17-4                          | IEMJMCVYAORWJV-UHFFFAOYSA-N           |
| PCDF-1467               | {\displaystyle {\ce {C12H4Cl4O}}} | 1,4,6,7-ثنائي البنزوفيوران رباعي الكلور       | 66794-59-0                          | RBFNYMHNIOKXLA-UHFFFAOYSA-N           |
| PCDF-1468               | {\displaystyle {\ce {C12H4Cl4O}}} | 1,4,6,8-ثنائي البنزوفيوران رباعي الكلور       | 82911-58-8                          | VHOBVPNETFRJED-UHFFFAOYSA-N           |
| PCDF-1469               | {\displaystyle {\ce {C12H4Cl4O}}} | 1,4,6,9-ثنائي البنزوفيوران رباعي الكلور       | 70648-19-0                          | JAYSBJFHDJOMGZ-UHFFFAOYSA-N           |
| PCDF-1478               | {\displaystyle {\ce {C12H4Cl4O}}} | 1,4,7,8-ثنائي البنزوفيوران رباعي الكلور       | 83704-29-4                          | IVRDRRWQABCXLY-UHFFFAOYSA-N           |
| PCDF-1678               | {\displaystyle {\ce {C12H4Cl4O}}} | 1,6,7,8-ثنائي البنزوفيوران رباعي الكلور       | 83704-33-0                          | KOJMOXYETDLOPN-UHFFFAOYSA-N           |
| PCDF-2346               | {\displaystyle {\ce {C12H4Cl4O}}} | 2,3,4,6-ثنائي البنزوفيوران رباعي الكلور       | 83704-30-7                          | JNVHSHPAAMRSKK-UHFFFAOYSA-N           |
| PCDF-2347               | {\displaystyle {\ce {C12H4Cl4O}}} | 2,3,4,7-ثنائي البنزوفيوران رباعي الكلور       | 83704-31-8                          | BROFYOSLFHTGCQ-UHFFFAOYSA-N           |
| PCDF-2348               | {\displaystyle {\ce {C12H4Cl4O}}} | 2,3,4,8-ثنائي البنزوفيوران رباعي الكلور       | 83704-32-9                          | IIKXRERKNIJJQY-UHFFFAOYSA-N           |
| PCDF-2367               | {\displaystyle {\ce {C12H4Cl4O}}} | 2,3,6,7-ثنائي البنزوفيوران رباعي الكلور       | 57117-39-2                          | MJCNKMDTLRSHNK-UHFFFAOYSA-N           |
| PCDF-2368               | {\displaystyle {\ce {C12H4Cl4O}}} | 2,3,6,8-ثنائي البنزوفيوران رباعي الكلور       | 57117-37-0                          | SPMZHWVRMWWTSY-UHFFFAOYSA-N           |
| PCDF-2378               | {\displaystyle {\ce {C12H4Cl4O}}} | 2,3,7,8-ثنائي البنزوفيوران رباعي الكلور       | 51207-31-9                          | KSMVNVHUTQZITP-UHFFFAOYSA-N           |
| PCDF-2467               | {\displaystyle {\ce {C12H4Cl4O}}} | 2,4,6,7-ثنائي البنزوفيوران رباعي الكلور       | 57117-38-1                          | NSDXKMRVQOSASS-UHFFFAOYSA-N           |
| PCDF-2468               | {\displaystyle {\ce {C12H4Cl4O}}} | 2,4,6,8-ثنائي البنزوفيوران رباعي الكلور       | 58802-19-0                          | ZSPJEACWUWSAGS-UHFFFAOYSA-N           |
| PCDF-3467               | {\displaystyle {\ce {C12H4Cl4O}}} | 3,4,6,7-ثنائي البنزوفيوران رباعي الكلور       | 57117-40-5                          | LMJLCLBSUNZLNW-UHFFFAOYSA-N           |
| PCDF-12346              | {\displaystyle {\ce {C12H3Cl5O}}} | 1,2,3,4,6-ثنائي البنزوفيوران خماسي الكلور     | 83704-47-6                          | LIQJBAPSLUZUTB-UHFFFAOYSA-N           |
| PCDF-12347              | {\displaystyle {\ce {C12H3Cl5O}}} | 1,2,3,4,7-ثنائي البنزوفيوران خماسي الكلور     | 83704-48-7                          | DOJZTBGOWIYFAC-UHFFFAOYSA-N           |
| PCDF-12348              | {\displaystyle {\ce {C12H3Cl5O}}} | 1,2,3,4,8-ثنائي البنزوفيوران خماسي الكلور     | 67517-48-0                          | ZCTNDJSCLPJCRA-UHFFFAOYSA-N           |
| PCDF-12349              | {\displaystyle {\ce {C12H3Cl5O}}} | 1,2,3,4,9-ثنائي البنزوفيوران خماسي الكلور     | 83704-49-8                          | IQSZNZVZXOFRJS-UHFFFAOYSA-N           |
| PCDF-12367              | {\displaystyle {\ce {C12H3Cl5O}}} | 1,2,3,6,7-ثنائي البنزوفيوران خماسي الكلور     | 57117-42-7                          | NZUPQBVDIWCPBX-UHFFFAOYSA-N           |
| PCDF-12368              | {\displaystyle {\ce {C12H3Cl5O}}} | 1,2,3,6,8-ثنائي البنزوفيوران خماسي الكلور     | 83704-51-2                          | VHQJZOFUPXEZQZ-UHFFFAOYSA-N           |
| PCDF-12369              | {\displaystyle {\ce {C12H3Cl5O}}} | 1,2,3,6,9-ثنائي البنزوفيوران خماسي الكلور     | 83704-52-3                          | IPSFQAKXDJVQOX-UHFFFAOYSA-N           |
| PCDF-12378              | {\displaystyle {\ce {C12H3Cl5O}}} | 1,2,3,7,8-ثنائي البنزوفيوران خماسي الكلور     | 57117-41-6                          | SBMIVUVRFPGOEB-UHFFFAOYSA-N           |
| PCDF-12379              | {\displaystyle {\ce {C12H3Cl5O}}} | 1,2,3,7,9-ثنائي البنزوفيوران خماسي الكلور     | 83704-53-4                          | JVUSEQPOWCBYNG-UHFFFAOYSA-N           |
| PCDF-12389              | {\displaystyle {\ce {C12H3Cl5O}}} | 1,2,3,8,9-ثنائي البنزوفيوران خماسي الكلور     | 83704-54-5                          | NKGLWUJPCTUDEH-UHFFFAOYSA-N           |
| PCDF-12467              | {\displaystyle {\ce {C12H3Cl5O}}} | 1,2,4,6,7-ثنائي البنزوفيوران خماسي الكلور     | 83704-50-1                          | BQTCODOVGXJHRB-UHFFFAOYSA-N           |
| PCDF-12468              | {\displaystyle {\ce {C12H3Cl5O}}} | 1,2,4,6,8-ثنائي البنزوفيوران خماسي الكلور     | 69698-57-3                          | JDTUAYPJSSXDNO-UHFFFAOYSA-N           |
| PCDF-12469              | {\displaystyle {\ce {C12H3Cl5O}}} | 1,2,4,6,9-ثنائي البنزوفيوران خماسي الكلور     | 70648-24-7                          | QDQFGVXGPSYEJU-UHFFFAOYSA-N           |
| PCDF-12478              | {\displaystyle {\ce {C12H3Cl5O}}} | 1,2,4,7,8-ثنائي البنزوفيوران خماسي الكلور     | 58802-15-6                          | GCFDWHIKRXCUPJ-UHFFFAOYSA-N           |
| PCDF-12479              | {\displaystyle {\ce {C12H3Cl5O}}} | 1,2,4,7,9-ثنائي البنزوفيوران خماسي الكلور     | 71998-74-8                          | IYGVHNHWORPMFU-UHFFFAOYSA-N           |
| PCDF-12489              | {\displaystyle {\ce {C12H3Cl5O}}} | 1,2,4,8,9-ثنائي البنزوفيوران خماسي الكلور     | 70648-23-6                          | ZSPAPWGNAGTCCA-UHFFFAOYSA-N           |
| PCDF-12678 (PCDF-23489) | {\displaystyle {\ce {C12H3Cl5O}}} | 1,2,6,7,8-ثنائي البنزوفيوران خماسي الكلور     | 69433-00-7                          | ZAAVDGLJEOXCMV-UHFFFAOYSA-N           |
| PCDF-12679              | {\displaystyle {\ce {C12H3Cl5O}}} | 1,2,6,7,9-ثنائي البنزوفيوران خماسي الكلور     | 70872-82-1                          | QQRRQEVOSMEVQB-UHFFFAOYSA-N           |
| PCDF-13467              | {\displaystyle {\ce {C12H3Cl5O}}} | 1,3,4,6,7-ثنائي البنزوفيوران خماسي الكلور     | 83704-36-3                          | JVYYDUWJIJMOGW-UHFFFAOYSA-N           |
| PCDF-13468              | {\displaystyle {\ce {C12H3Cl5O}}} | 1,3,4,6,8-ثنائي البنزوفيوران خماسي الكلور     | 83704-55-6                          | COKIAYPRHYHYCH-UHFFFAOYSA-N           |
| PCDF-13469              | {\displaystyle {\ce {C12H3Cl5O}}} | 1,3,4,6,9-ثنائي البنزوفيوران خماسي الكلور     | 70648-15-6                          | MYSAFUYQSBEEDR-UHFFFAOYSA-N           |
| PCDF-13478              | {\displaystyle {\ce {C12H3Cl5O}}} | 1,3,4,7,8-ثنائي البنزوفيوران خماسي الكلور     | 58802-16-7                          | ORSUQGVCWLXKLZ-UHFFFAOYSA-N           |
| PCDF-13479              | {\displaystyle {\ce {C12H3Cl5O}}} | 1,3,4,7,9-ثنائي البنزوفيوران خماسي الكلور     | 70648-20-3                          | GFXPLABVZOBCCW-UHFFFAOYSA-N           |
| PCDF-13678              | {\displaystyle {\ce {C12H3Cl5O}}} | 1,3,6,7,8-ثنائي البنزوفيوران خماسي الكلور     | 70648-21-4                          | FRLMQDUYUJIHCZ-UHFFFAOYSA-N           |
| PCDF-14678              | {\displaystyle {\ce {C12H3Cl5O}}} | 1,4,6,7,8-ثنائي البنزوفيوران خماسي الكلور     | 83704-35-2                          | VANGHZRYKXDPRR-UHFFFAOYSA-N           |
| PCDF-23467              | {\displaystyle {\ce {C12H3Cl5O}}} | 2,3,4,6,7-ثنائي البنزوفيوران خماسي الكلور     | 57117-43-8                          | SJFBZRQKGOGHEV-UHFFFAOYSA-N           |
| PCDF-23468              | {\displaystyle {\ce {C12H3Cl5O}}} | 2,3,4,6,8-ثنائي البنزوفيوران خماسي الكلور     | 67481-22-5                          | MKRFORPSRBMAIP-UHFFFAOYSA-N           |
| PCDF-23478              | {\displaystyle {\ce {C12H3Cl5O}}} | 2,3,4,7,8-ثنائي البنزوفيوران خماسي الكلور     | 57117-31-4                          | OGBQILNBLMPPDP-UHFFFAOYSA-N           |
| PCDF-123467             | {\displaystyle {\ce {C12H2Cl6O}}} | 1,2,3,4,6,7-ثنائي البنزوفيوران سداسي الكلور   | 79060-60-9                          | SNWFMKXFMVHBKD-UHFFFAOYSA-N           |
| PCDF-123468             | {\displaystyle {\ce {C12H2Cl6O}}} | 1,2,3,4,6,8-ثنائي البنزوفيوران سداسي الكلور   | 69698-60-8                          | UCFGNWHERVQWMZ-UHFFFAOYSA-N           |
| PCDF-123469             | {\displaystyle {\ce {C12H2Cl6O}}} | 1,2,3,4,6,9-ثنائي البنزوفيوران سداسي الكلور   | 91538-83-9                          | KFFUZIROJGXTQH-UHFFFAOYSA-N           |
| PCDF-123478             | {\displaystyle {\ce {C12H2Cl6O}}} | 1,2,3,4,7,8-ثنائي البنزوفيوران سداسي الكلور   | 70648-26-9                          | LVYBAQIVPKCOEE-UHFFFAOYSA-N           |
| PCDF-123479             | {\displaystyle {\ce {C12H2Cl6O}}} | 1,2,3,4,7,9-ثنائي البنزوفيوران سداسي الكلور   | 91538-84-0                          | BKIXWRBZCQEZAQ-UHFFFAOYSA-N           |
| PCDF-123489             | {\displaystyle {\ce {C12H2Cl6O}}} | 1,2,3,4,8,9-ثنائي البنزوفيوران سداسي الكلور   | 92341-07-6                          | VSDUQUBUJRNREH-UHFFFAOYSA-N           |
| PCDF-123678             | {\displaystyle {\ce {C12H2Cl6O}}} | 1,2,3,6,7,8-ثنائي البنزوفيوران سداسي الكلور   | 57117-44-9                          | JEYJJJXOFWNEHN-UHFFFAOYSA-N           |
| PCDF-123679             | {\displaystyle {\ce {C12H2Cl6O}}} | 1,2,3,6,7,9-ثنائي البنزوفيوران سداسي الكلور   | 92341-06-5                          | JZVOLXQREJNTTL-UHFFFAOYSA-N           |
| PCDF-123689             | {\displaystyle {\ce {C12H2Cl6O}}} | 1,2,3,6,8,9-ثنائي البنزوفيوران سداسي الكلور   | 75198-38-8                          | WLGQZUOHEXTWFH-UHFFFAOYSA-N           |
| PCDF-123789             | {\displaystyle {\ce {C12H2Cl6O}}} | 1,2,3,7,8,9-ثنائي البنزوفيوران سداسي الكلور   | 72918-21-9                          | PYUSJFJVDVSXIU-UHFFFAOYSA-N           |
| PCDF-124678             | {\displaystyle {\ce {C12H2Cl6O}}} | 1,2,4,6,7,8-ثنائي البنزوفيوران سداسي الكلور   | 67562-40-7                          | CKDDYGBBKXIHRY-UHFFFAOYSA-N           |
| PCDF-124679             | {\displaystyle {\ce {C12H2Cl6O}}} | 1,2,4,6,7,9-ثنائي البنزوفيوران سداسي الكلور   | 75627-02-0                          | FAHIPPHRJJJQOG-UHFFFAOYSA-N           |
| PCDF-124689             | {\displaystyle {\ce {C12H2Cl6O}}} | 1,2,4,6,8,9-ثنائي البنزوفيوران سداسي الكلور   | 69698-59-5                          | FGZCXIPKUCJGHW-UHFFFAOYSA-N           |
| PCDF-134678             | {\displaystyle {\ce {C12H2Cl6O}}} | 1,3,4,6,7,8-ثنائي البنزوفيوران سداسي الكلور   | 71998-75-9                          | OGTZINCGZYXZCR-UHFFFAOYSA-N           |
| PCDF-134679             | {\displaystyle {\ce {C12H2Cl6O}}} | 1,3,4,6,7,9-ثنائي البنزوفيوران سداسي الكلور   | 92341-05-4                          | TURXXOIFVABBPW-UHFFFAOYSA-N           |
| PCDF-234678             | {\displaystyle {\ce {C12H2Cl6O}}} | 2,3,4,6,7,8-ثنائي البنزوفيوران سداسي الكلور   | 60851-34-5                          | XTAHLACQOVXINQ-UHFFFAOYSA-N           |
| PCDF-1234678            | {\displaystyle {\ce {C12HCl7O}}}  | 1,2,3,4,6,7,8-ثنائي البنزوفيوران سباعي الكلور | 67562-39-4                          | WDMKCPIVJOGHBF-UHFFFAOYSA-N           |
| PCDF-1234679            | {\displaystyle {\ce {C12HCl7O}}}  | 1,2,3,4,6,7,9-ثنائي البنزوفيوران سباعي الكلور | 70648-25-8                          | JWXWOEUKHXOUSK-UHFFFAOYSA-N           |
| PCDF-1234689            | {\displaystyle {\ce {C12HCl7O}}}  | 1,2,3,4,6,8,9-ثنائي البنزوفيوران سباعي الكلور | 69698-58-4                          | BADFHCOLISGRRW-UHFFFAOYSA-N           |
| PCDF-1234789            | {\displaystyle {\ce {C12HCl7O}}}  | 1,2,3,4,7,8,9-ثنائي البنزوفيوران سباعي الكلور | 55673-89-7                          | VEZCTZWLJYWARH-UHFFFAOYSA-N           |
| PCDF-12346789           | {\displaystyle {\ce {C12Cl8O}}}   | ثنائي البنزوفيوران ثماني الكلور               | 39001-02-0                          | RHIROFAGUQOFLU-UHFFFAOYSA-N           |